# Tomás Vallejos Cinalli
Tomás Vallejos Cinalli (Rosario, 16 de octubre de 1984) es un exrugbista argentino que se desempeñaba como segunda línea. Fue internacional con los Pumas en los años 2010.

## Biografía
Comenzó a jugar rugby en el Club Logaritmo Rugby, el cual su abuelo fue fundador y donde se conocieron sus padres.
En 2007 se convirtió en profesional, uniéndose al Rugby Parma; con un contrato de un año; del campeonato italiano. El club lo renovó por dos años.

## Carrera
A principios de 2010 hizo una prueba de una semana en el Harlequins FC de la inglesa Premiership Rugby, firmó por seis meses y luego le renovaron el contrato por dos años. Con el club llegó a las semifinales de la temporada 2010–11 y ganó el campeonato de 2012, aunque no disputó la fase final.
En 2012 se unió a los Scarlets, una franquicia galesa del actual United Rugby Championship. Apenas permaneció allí una temporada completa, ya que a principios de 2013 se incorporó al club argentino Pampas XV y compitió en la sudafricana Vodacom Cup. Luego se mudó a Japón para jugar en la Top League, con los Coca-Cola Red Sparks.
Regresó a Europa para unirse al italiano Benetton Rugby Treviso, de la United Rugby. En 2015 fue cedido al poderoso Stade Français Paris del francés Top 14, entrenado por su compatriota Gonzalo Quesada, debido a las importantes bajas internacionales por el mundial.

### Retiro
Tras su breve paso por Francia se unió al italiano Provence Rugby, por una temporada. Finalmente se retiró jugando en el USON Nevers Rugby, un club francés del Fédérale 1, al finalizar la temporada 2018.

## Selección nacional
Santiago Phelan lo convocó a los Pumas para disputar la Copa del Mundo de Nueva Zelanda 2011 y allí debutó. Luego participó en la primera edición del entonces recién creado The Rugby Championship.
Sus últimos partidos los jugó en las pruebas de mitad de año 2013. En su corto paso, jugó seis pruebas, enfrentó a los All Blacks, los Dragones rojos, la Rosa y Les Bleus.

### Participaciones en Copas del Mundo
Phelan lo llevó a Nueva Zelanda 2011 como suplente, junto a Mariano Galarza, de los titulares Patricio Albacete y Manuel Carizza. Sólo jugó contra Georgia, por la fase de grupos.
| Mundial                       | Sede          | Resultado        | PJ | Tries |
| ----------------------------- | ------------- | ---------------- | -- | ----- |
| Copa Mundial de Rugby de 2011 | Nueva Zelanda | Cuartos de final | 1  | 0     |

## Palmarés
- Campeón de la Copa Desafío de Cup 2010–11.
- Campeón del Top 14 de 2014–15.
- Campeón de la Premiership Rugby de 2011–12.